# 吉迪尔平原
39°45′09″N 46°45′14″E / 39.7526177°N 46.7537731°E
吉迪尔平原，是阿塞拜疆舒沙南部的一个平原。“吉迪尔”在阿塞拜疆语中是指赛马场，在卡拉巴赫汗国时期，当地有举行赛马比赛的传统。

## 地点
舒沙地区西部海拔1800米，东部海拔1400米。吉迪尔平原位于舒沙南部相对平坦但较高的地方。在这片草地上，人们可以俯瞰整个山谷和达沙尔蒂峡谷，达沙尔蒂河在200米以下的谷地流过。吉迪尔平原边缘的一条小路通向吉尔克·皮拉坎，这条40级台阶的小路还通向达沙尔蒂峡谷和河边的卡兹娜加拉西山洞（Khazina Galasy，意为“宝藏城堡”）。

## 意义
吉迪尔平原一直是舒沙当地举行庆典和体育活动的主要地点。从舒沙建立之始，摔跤比赛就成为了卡拉巴赫汗国定期举行的保留节目。当地还举办赛马和骆驼比赛，包括乔夫坎（马球的阿塞拜疆变种）。参加马球比赛的人通常还在吉吉托夫卡（一种特技骑行游戏）方面有着出色的表现。
喜欢卡拉巴赫马的易卜拉欣·哈利勒·汗在这里举行半年一次的官方赛马赛（而常规比赛通常是每周一次），比赛中，青年们会因出色的骑马特技而获得至高的奖项与荣誉。吉迪尔平原吉吉托夫卡游戏的变种之一是巴哈尔班迪，规则是参与者须在指定地点全速扔掉他的帕帕克帽、步枪、匕首、沙什卡，并在返回途中以同样的速度收集它们。吉迪尔平原也是纳吾肉孜节庆祝活动和官方欢迎国际客人的地场所。庆祝活动还包括有走钢丝、踩高跷和伴随音乐的小丑表演。